# Ljudska fronta za osvoboditev Palestine
Ljudska fronta za osvoboditev Palestine (angleško: Popular Front for the Liberation of Palestine, kratica PFLP, arabsko الجبهة الشعبية لتحرير فلسطين, al-Jabhah al-Sha`biyyah li-Taḥrīr Filasṭīn) je za Fatahom drugo največje palaestinsko gibanje znotraj PLO. Leta 1967 ga je ustanovil palestinski kristjan George Habash. Zaradi zastopanja skrajnih stališč in machiavellistične politike je organizacija pogosto negativno odmevna v mednarodni javnosti. 